# Twinsburg Heights (Ohio)
Twinsburg Heights é um lugar designado pelo censo localizado no condado de Summit no estado estadounidense de Ohio. No Censo de 2010 tinha uma população de 925 habitantes e uma densidade populacional de 1.240,09 pessoas por km².

## Geografia
Twinsburg Heights encontra-se localizado nas coordenadas 41° 18′ 23″ N, 81° 27′ 29″ O. Segundo o Departamento do Censo dos Estados Unidos, Twinsburg Heights tem uma superfície total de 0.75 km², da qual 0.75 km² correspondem a terra firme e (0%) 0 km² é água.

## Demografia
Segundo o censo de 2010, tinha 925 pessoas residindo em Twinsburg Heights. A densidade populacional era de 1.240,09 hab./km². Dos 925 habitantes, Twinsburg Heights estava composto pelo 10.38% brancos, 82.05% eram afroamericanos, 0.22% eram amerindios, 0.32% eram asiáticos, 0% eram insulares do Pacífico, 0.76% eram de outras raças e o 6.27% pertenciam a duas ou mais raças. Do total da população 1.62% eram hispanos ou latinos de qualquer raça.